# Toxitiades sericeus
Toxitiades sericeus är en skalbaggsart som först beskrevs av Guérin-Méneville 1844.  Toxitiades sericeus ingår i släktet Toxitiades och familjen långhorningar.
Artens utbredningsområde är Madagaskar. Inga underarter finns listade i Catalogue of Life.